# 斯蒂娜·布拉克斯特纽斯
斯蒂娜·布拉克斯特纽斯（瑞典語：Stina Blackstenius，1996年2月5日—），瑞典女子足球运动员。她曾代表瑞典参加2016年和2020年夏季奥林匹克运动会足球比赛，获得二枚银牌。她也曾参加2019年世界杯女子足球赛。在2025年5月25日的欧洲足联女子冠军联赛上，她打入了全场比赛的唯一进球，帮助阿森纳战胜了巴塞罗那赢得了2024-25賽季歐洲女子冠軍聯賽冠軍。